# جاكي لي (مغنية)
جاكي لي (بالإنجليزية: Jackie Lee)‏ هي مغنية أيرلندية، ولدت في 29 مايو 1936 في Clontarf, Dublin ‏ في جمهورية أيرلندا.

## وصلات خارجية
- جاكي لي على موقع IMDb (الإنجليزية)
- جاكي لي على موقع ميوزك برينز (الإنجليزية)
- جاكي لي على موقع ديسكوغز (الإنجليزية)